# Sabine (Vorname)
Sabine ist ein weiblicher Vorname, das männliche Gegenstück ist Sabinus.

## Herkunft und Bedeutung
Die Herkunft des Namens ist lateinisch und basiert auf dem altrömischen Cognomen Sabinus, weibl. Sabina (= aus dem Stamm der Sabiner), die Sabinerin.

## Namenstag
- 29. August; Gedenktag der heiligen Sabina

## Verbreitung
Ab Mitte der 1930er Jahre gewann der Name in Deutschland zunehmend an Popularität. Von Mitte der 1950er bis Mitte der 1960er Jahre war „Sabine“ fast ununterbrochen an Platz eins der beliebtesten weiblichen Vornamen in der Bundesrepublik Deutschland (das männliche Gegenstück im Ranking war Thomas). Ab den frühen 1970er Jahren sank seine Popularität kontinuierlich; spätestens seit den 1990er Jahren werden kaum noch Kinder „Sabine“ genannt.

## Varianten
- Sabine (deutsch)
- Sabine (e nicht ausgesprochen: französisch)
- Sabina (englisch, bosnisch, italienisch, polnisch, portugiesisch, russisch, spanisch, schwedisch)
- Savina (italienisch)
- Szabina (ungarisch)
- Bina, Bine, Bini, Sabi,  (Kurzformen)

## Namensträgerinnen

### Sabine
- Sabine Adler (* 1963), deutsche Journalistin und Autorin
- Sabine Arnhold (* 1960), deutsche Schauspielerin, Synchron-, Hörbuch- und Hörspielsprecherin
- Sabine Asgodom (* 1953), deutsche Management-Trainerin, Journalistin und Autorin
- Sabine Azéma (* 1949), französische Schauspielerin
- Sabine Baeß (verheiratete Marbach; * 1961), deutsche Eiskunstläuferin
- Sabine Bätzing-Lichtenthäler (* 1975), deutsche Politikerin
- Sabine Bard (1946–2016), deutsche Politikerin
- Sabine Bau (* 1969), deutsche Fechterin
- Sabine Baumgärtner (1929–2018), deutsche Kunsthistorikerin
- Sabine Becker (Eisschnellläuferin) (* 1959), deutsche Eisschnellläuferin
- Sabine Becker (Politikerin) (* 1965), deutsche Politikerin (parteilos, zuvor CDU)
- Sabine Becker (Chemikerin) (* 1986), deutsche Chemikerin und Hochschullehrerin
- Sabine Beinschab (* 1984), österreichische Markt- und Meinungsforscherin
- Sabine Berg (Schauspielerin) (* 1958)
- Sabine Berg (Inlineskaterin) (* 1990)
- Sabine Bergmann-Pohl (* 1946), deutsche Politikerin
- Sabine Bethmann (1929–2021), deutsche Schauspielerin
- Sabine Bohlmann (* 1969), deutsche Buchautorin, Dialogbuchautorin, Synchronregisseurin, Filmschauspielerin, Hörspiel-, Hörbuch- und Synchronsprecherin
- Sabine Brändle-Köroglu (* 1975), deutsche Autorin und Illustratorin, siehe Bine Brändle
- Sabine Braun (* 1965), deutsche Leichtathletin
- Sabine Bulthaup (* 1962), deutsche Radiomoderatorin, Kabarettistin, Schauspielerin, Sängerin und Politikerin
- Sabine Christiansen (* 1957), deutsche Fernsehmoderatorin
- Sabine Dahinden (* 1968), Schweizer Fernsehmoderatorin
- Sabine Dardenne (* 1983), belgisches Entführungsopfer
- Sabine Demel (* 1962), deutsche Theologin und Hochschullehrerin
- Sabine Ebert (* 1958), deutsche Journalistin und Romanautorin
- Sabine Eichinger, deutsche Produzentin
- Sabine Fache (* 1946), deutsche Politikerin
- Sabine Feist (* 1985), deutsche Christliche Archäologin
- Sabine Fenske (* 1959), deutsche Hochspringerin
- Sabine Fischer (Politikerin) (* 1948), deutsche Politikerin und Gewerkschaftsfunktionärin, Mitglied der Volkskammer
- Sabine Fischer (Regisseurin) (* 1953), deutsche Regisseurin, Autorin und Produzentin
- Sabine Fischer (Politikwissenschaftlerin) (* 1969), deutsche Politologin
- Sabine Fischer (Leichtathletin) (* 1973), Schweizer Leichtathletin
- Sabine Fischmann (* 1974), deutsche Chansonsängerin
- Sabine Fitzek (* 1958), deutsche Ärztin und Autorin von Kriminalromanen
- Sabine Folie (* 1962), österreichische Kunsthistorikerin, Autorin und Kuratorin
- Sabine Föllinger (* 1963), deutsche Altphilologin
- Sabine Ginther (* 1970), österreichische Skirennläuferin
- Sabine M. Gruber (* 1960), österreichische Schriftstellerin
- Sabine Gruber (* 1963), Südtiroler Schriftstellerin
- Sabine Günther (geb. Rieger; * 1963), deutsche Leichtathletin
- Sabine Hack (* 1969), deutsche Tennisspielerin
- Sabine Haunhorst (* 1966), deutsche Richterin
- Sabine Hebenstreit-Müller (* 1952), deutsche Erziehungswissenschaftlerin
- Sabine Heinke (* 1956), deutsche Juristin
- Sabine Heinrich (* 1976), deutsche Moderatorin
- Sabine Hornung (* 1971), deutsche Archäologin
- Sabine Hossenfelder (* 1976), deutsche theoretische Physikerin, Wissenschaftsjournalistin und Webvideoproduzentin
- Sabine Hübner (Zen-Meisterin), deutsche Psychotherapeutin und Zen-Meisterin
- Sabine Hübner (Autorin) (* 1966), österreichische Rednerin und Autorin
- Sabine Hübner (Althistorikerin) (* 1976), deutsche Althistorikerin
- Sabine John (geb. Möbius, geschiedene Paetz; * 1957), deutsche Leichtathletin
- Sabine Jünger (* 1973), deutsche Politikerin
- Sabine Kaack (* 1958), deutsche Schauspielerin
- Sabine Klausner (* 1977), österreichische Politikerin
- Sabine Klein, deutsche Archäometrikerin mit einem Schwerpunkt auf der Archäometallurgie
- Sabine Knickrehm (* 1959), deutsche Richterin
- Sabine Kramer (* 1962), deutsche evangelische Theologin
- Sabine Kröner (* 1935), deutsche Sportwissenschaftlerin und Hochschullehrerin
- Sabine Kropp (* 1964), deutsche Politikwissenschaftlerin und Hochschullehrerin
- Sabine Kuegler (* 1972), deutsche Schriftstellerin
- Sabine Kunst (* 1954), deutsche Wasserbau-Ingenieurin und Hochschullehrerin
- Sabine Lange (Krankenschwester) (1936–1998), deutsche Krankenschwester
- Sabine Lange (Schriftstellerin) (* 1953), deutsche Schriftstellerin
- Sabine Leibholz (1906–1999), Zwillingsschwester von Dietrich Bonhoeffer
- Sabine Leutheusser-Schnarrenberger (* 1951), deutsche Politikerin
- Sabine Lisicki (* 1989), deutsche Tennisspielerin
- Sabine Ludwig (* 1954), deutsche Schriftstellerin
- Sabine Maasen (* 1960), deutsche Soziologin
- Sabine Manke (* 1970), deutsche Schauspielerin
- Sabine Matejka (* 1974), österreichische Juristin
- Sabine von Maydell (* 1955), deutsche Schauspielerin und Autorin
- Sabine Menne (* 1977), deutsche Schauspielerin
- Sabine Meyer (* 1959), deutsche Klarinettistin
- Sabine Michel (* 1971), deutsche Regisseurin und Autorin
- Sabine Monauni (* 1974), liechtensteinische Politikerin und Diplomatin
- Sabine Moritz (* 1969), deutsche Malerin und Grafikerin
- Sabine Müller (* 1972), deutsche Althistorikerin
- Sabine Müller-Mall (* 1979), deutsche Rechts- und Politikwissenschaftlerin
- Sabine Noack (* 1974), deutsche Sängerin (Mezzosopran)
- Sabine Noethen (* 1964), deutsche Moderatorin
- Sabine Noll (* 1968), deutsche Lokalpolitikerin, Bürgermeisterin von Sprockhövel
- Sabine Offermann (1894–unbekannt), deutsche Opernsängerin
- Sabine Orléans (* 1960), deutsche Schauspielerin
- Sabine Petzl (* 1965), österreichische Schauspielerin
- Sabine Pfeifer (* 1980), deutsch-niederländische  Sängerin, Moderatorin und Schauspielerin
- Sabine Plakolm-Forsthuber (* 1959), österreichische Kunsthistorikerin
- Sabine Platz (* 1971), deutsche Fernsehjournalistin und Schriftstellerin
- Sabine Poschmann (* 1968), deutsche Politikerin (SPD)
- Sabine Postel (* 1954), deutsche Schauspielerin
- Sabine Rau (* 1959), deutsche Fernsehjournalistin
- Sabine Reger (1961–2024), deutsche Richterin
- Sabine Remdisch (* 1969), deutsche Psychologin und Hochschullehrerin
- Sabine Rennefanz (* 1974), deutsche Journalistin und Autorin
- Sabine Richter (* 1966), deutsche Leichtathletin
- Sabine Ritter (* 1968), deutsche Soziologin und Politikerin (Die Linke)
- Sabine Melanie Rittel (* 1980), deutsche Schauspielerin, Hörspiel- und Synchronsprecherin
- Sabine Rossbach (* 1959), deutsche Journalistin und Hörfunkmoderatorin
- Sabine Rückert (* 1961), deutsche Journalistin und Autorin
- Sabine Sauer (* 1955), deutsche Fernsehmoderatorin und Showmasterin
- Sabine Schiffer (* 1966), deutsche Sprachwissenschaftlerin und Medienpädagogin
- Sabine Schmitz (1969–2021), deutsche Autorennfahrerin und Fernsehmoderatorin
- Sabine Schmolinsky (* 1955), deutsche Historikerin
- Sabine Schudoma (* 1959), deutsche Sozialrichterin
- Sabine Sebastian (* 1951), deutsche Schauspielerin, Synchronsprecherin und Dialogregisseurin
- Sabine Sinjen (1942–1995), deutsche Schauspielerin
- Sabine Spitz (* 1971), deutsche Mountainbikerin
- Sabine Stockhorst (* 1986), deutsche Handballspielerin
- Sabine Thalbach (1932–1966), deutsche Schauspielerin
- Sabine Thiesler (* 1957), deutsche Schriftstellerin, Schauspielerin und Synchronsprecherin
- Sabine Timoteo (* 1975), Schweizer Schauspielerin
- Sabine Töpperwien (* 1960), deutsche Sportjournalistin
- Sabine Urig (* 1962), deutsche Theater- und Filmschauspielerin
- Sabine Vitua (* 1961), deutsche Schauspielerin
- Sabine Völker (* 1973), deutsche Eisschnellläuferin
- Sabine Wackernagel (* 1947), deutsche Schauspielerin
- Sabine Weiss (Fotografin) (1924–2021), schweizerisch-französische Fotografin
- Sabine Weiss (Historikerin) (* 1937), österreichische Historikerin und Hochschullehrerin
- Sabine Weiss (Politikerin) (* 1958), deutsche Politikerin (CDU)
- Sabine Weiß (Schriftstellerin) (* 1968), deutsche Journalistin und Schriftstellerin
- Sabine Wen-Ching Wang (* 1973), schweizerisch-taiwanische Schriftstellerin
- Sabine Werner (Biochemikerin) (* 1960), deutsche Biochemikerin und Hochschulprofessorin
- Sabine Werner (Schauspielerin) (* 1960), deutsche Schauspielerin
- Sabine Werner (Juristin) (* 1965), deutsche Juristin und Richterin am Bundespatentgericht
- Sabine Wilharm (* 1954), deutsche Zeichnerin
- Sabine Winterfeldt (* 1966), deutsche Schauspielerin, Drehbuchautorin, Theater- und Synchronregisseurin sowie Synchronsprecherin
- Sabine Wolf (* 1971), deutsche Schauspielerin und Regisseurin
- Sabine Zimmerebner (1970–2015), österreichische Höhlenforscherin
- Sabine Zimmermann (1951–2020), deutsche Fernsehmoderatorin
- Sabine Zimmermann (* 1960), deutsche Politikerin

### Sabina
Einname
- Sabina (Heilige), eine christliche Märtyrin
- Sabina Catharina (1582–1618), Gräfin von Rietberg
- Sabina von Bayern (1492–1564), geborene Herzogin von Bayern, durch Heirat Herzogin Sabine von Württemberg
- Sabina von Brandenburg-Ansbach (1529–1575), Prinzessin von Brandenburg-Ansbach, durch Heirat Kurfürstin von Brandenburg
- Sabina von Württemberg (1549–1581), Prinzessin von Württemberg, durch Heirat Landgräfin von Hessen-Kassel

Vorname
- Sabina Achmedowa (* 1981), russische Theater- und Filmschauspielerin
- Səbinə Babayeva (* 1979), aserbaidschanische Sängerin
- Sabina Bockemühl (* 1966), deutsche Malerin
- Sabina Classen (* 1963), deutsche Thrash-Metal-Sängerin und TV-Moderatorin
- Sabina Ćudić (* 1982), ist eine bosnische Politikerin (Naša stranka|NS dt. Unsere Partei)
- Sabina Ddumba (* 1994), schwedische Sängerin
- Sabina Florian (* 1983), italienische Eishockeyspielerin
- Sabina Grzimek (* 1942), deutsche Bildhauerin
- Sabina Hank (* 1976), österreichische Pianistin
- Sabina Higgins (* 1941), irische Schauspielerin und Aktivistin
- Sabina Jacobsen (* 1989), schwedische Handballspielerin
- Sabina Jeschke (* 1968), deutsche Professorin für Maschinenbau
- Sabina Kasslatter Mur (* 1963), Südtiroler Politikerin der SVP
- Sabina Kienlechner (* 1948), deutsche Essayistin, Publizistin und Übersetzerin
- Sabina Luft (* 1966), deutsche Schauspielerin
- Sabina Matos (* 1974), US-amerikanische Politikerin
- Sabina Meck (* um 1992 als Sabina Myrczek), polnische Jazzmusikerin
- Sabina Moya (* 1977), ehemalige kolumbianische Speerwerferin
- Sabina Müller (* 1968), deutsche Politikerin (SPD), Bürgermeisterin von Fröndenberg/Ruhr
- Sabina Pauen (* 1963), deutsche Entwicklungspsychologin und Hochschullehrerin
- Sabina Preyndorfer OSB († 1609), deutsche Benediktinerin
- Sabina Remundová (* 1972), tschechische Schauspielerin, Drehbuchautorin und Regisseurin
- Sabina Sakoh, deutsche figurative Malerin
- Sabina Schneebeli (* 1963), Schweizer Schauspielerin
- Sabina Schulze (* 1972), deutsche Schwimmerin
- Sabina Sesselmann (1936–1998), deutsche Schauspielerin
- Sabina Sharipova (* 1994), usbekische Tennisspielerin
- Sabina Sciubba (* 1975), deutsch-italienische Sängerin, Songschreiberin und Schauspielerin
- Sabina Spielrein (1885–1942), russisch-jüdische Ärztin und Psychoanalytikerin
- Sabine Töpperwien (* 1960), deutsche Sportjournalistin
- Sabina Trooger (* 1955), deutsche Schauspielerin, Synchronsprecherin und Schriftstellerin
- Sabina Valbusa (* 1972), italienische Skilangläuferin
- Sabina Yasmin (* 1954), bangladeschische Sängerin

### Szabina
- Szabina Szlavikovics (* 1995), ungarische Tennisspielerin
- Szabina Szűcs (* 2002), ungarische Leichtathletin
- Szabina Tálosi (* 1989), ungarische Fußballnationalspielerin

### Savina
- Savina Yannatou (* 1959), griechische Sängerin

## Männliche Namensträger
- Sabine Baring-Gould (1834–1924), britischer Geistlicher und Autor
- Sabine Ulibarrí (1919–2003), US-amerikanischer Schriftsteller

## Kunst und Literatur
- Von einem Mädchen namens Sabine handelt die Moritat Sabinchen war ein Frauenzimmer.
- Ein berühmtes Kinderbuch in Reimen trägt den Titel Das Hühnchen Sabinchen.
- Marcel Aymé schrieb 1943 die Novelle Les Sabines (Die Sabinen) über eine Frau, die ihren Körper vervielfachen und so an zahlreichen Orten gleichzeitig Amouren nachgehen konnte.
- Volkmar Döring veröffentlichte das Lied Sabine, Sabine steht hinter der Gardine im Jahr 1977.
- Die deutsche Band Trio nahm 1981 das Lied Sabine Sabine Sabine in ihr erstes Studioalbum Trio auf. Als Antwort erschien 1982 von einer Band Dombrowsky die Single Hör ma' (Sabine, Sabine, Sabine) mit dem weiblichen Gegenstück des Telefondialogs.[2]
- In dem Dokumentarfilm Ihr Name ist Sabine aus dem Jahr 2007 erzählt die Schauspielerin Sandrine Bonnaire über ihre autistische Schwester.